# Sagartianthus fasciarum
Sagartianthus fasciarum är en havsanemonart som beskrevs av Zamponi 1979. Sagartianthus fasciarum ingår i släktet Sagartianthus och familjen Sagartiidae. Inga underarter finns listade i Catalogue of Life.